# 2431 Skovoroda
2431 Skovoroda eller 1978 PF3 är en asteroid i huvudbältet som upptäcktes den 8 augusti 1978 av den rysk-sovjetiske astronomen Nikolaj Tjernych vid Krims astrofysiska observatorium på Krim. Den har fått sitt namn efter den ukrainske filosofen Hryhorij Skovoroda..
Asteroiden har en diameter på ungefär 7 kilometer.